# Marisol Galdón Pascual
Marisol Galdón Pascual (Sabadell, Vallès Occidental, 3 d'agost de 1962) és una escriptora, comunicadora i presentadora de televisió catalana.
Criada a Caldes de Montbui, es va llicenciar a la Universitat Autònoma de Barcelona en Ciències de la Informació. Va iniciar la seva carrera mediàtica a Catalunya Ràdio participant i realitzant diversos programes. Entre 1989 i 1990 a TVE va presentar Plastic, un programa musical, juntament amb Tinet Rubira i David Bagès. El 1992, va presentar, amb Inka Martí, el magazín de TVE2, Peligrosamente juntas. El 1994, va substituir al periodista Àngel Casas al magazín nocturn, també de TVE2, Tal cual. Després d'això, va formar part de l'equip d'informatius de Telecinco durant un any.
Entre 2012 i 2013 va participar setmanalment en Más vale tarde, a La Sexta. Durant 2013, va formar part de la tertúlia futbolística d'Estudio Estadio, a Teledeporte. Ha estat col·laboradora habitual de revistes com Rolling Stone. El 1995 i 1996, va interpretar amb Albert Pla l'obra Caracuero, al Teatre Alfil de Madrid. I el va escriure i interpretar el monòleg #MeRíoPorNoFollar al Teatre Lara de Madrid. El 2010 va publicar la seva primera novel·la, Mátame!, de suspens psicològic. El 2018, va publicar la seva segona novel·la, Psicoputa.